# Carsten Pillath

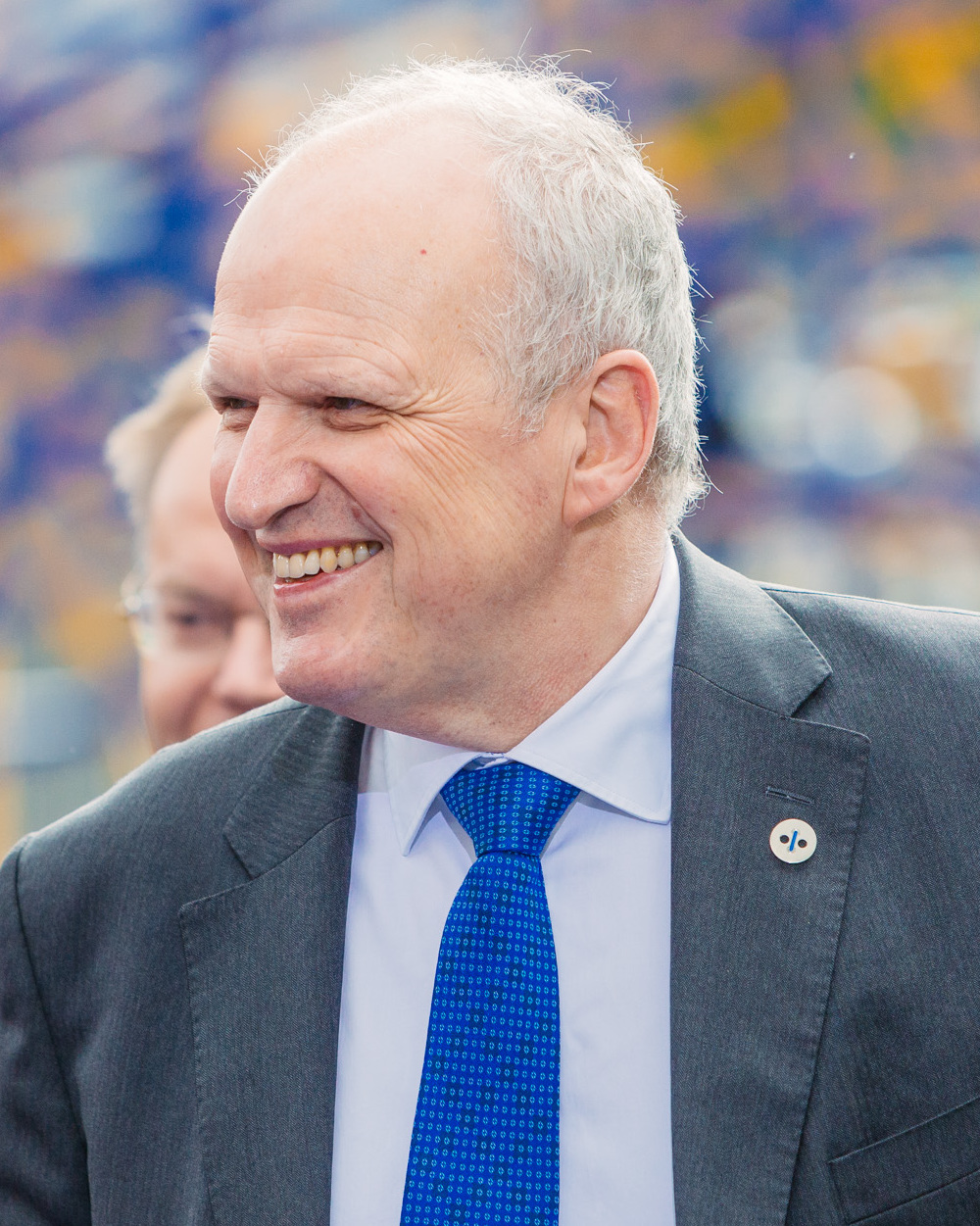
Carsten Pillath (2017)

Carsten Pillath (* 23. Oktober 1956 in Berlin) ist ein deutscher Volkswirt und politischer Beamter. Er war von 2022 bis 2023 Staatssekretär im Bundesministerium der Finanzen.

## Leben
Nach einem mathematisch-naturwissenschaftlichen Abitur 1975 war er von 1975 bis 1977 Soldat auf Zeit in der Ausbildungskompanie des Wachbataillon beim Bundesminister der Verteidigung. Danach absolvierte Pillath von 1977 bis 1985 ein Studium der Volkswirtschaftslehre an der Universität zu Köln, das er als Diplom-Volkswirt sozw. R. abschloss. Im Juli 1991 folgte die Promotion zum Dr. rer. pol.
Nach einer Zeit als Wissenschaftlicher Mitarbeiter am Seminar für Finanzwissenschaft  der Universität Köln von Juli 1985 bis Dezember 1990 begann Pillath im Januar 1991 seine Laufbahn als Referent im Referat für „Bundesbeteiligungen und Treuhandanstalt“ im Bundesministerium der Finanzen (BMF) in Bonn. Von Februar 1993 bis Juli 1995 war er Assistent des deutschen Exekutivdirektors im Internationalen Währungsfonds (IWF), in Washington. Nach weiteren Jahren Referententätigkeit im BMF wurde er im Oktober 1998 Leiter des Referates „Außenwirtschaft; Geld und Währung, Finanzmärkte; multinationale Organisationen“ im Bundeskanzleramt und seit März 1999 dort Leiter der Gruppen „Außenwirtschaftspolitik und Sherpa-Stab“ und „Koordinierung der Europapolitik“. Seit April 2003 wieder im BMF tätig, war er erst Leiter der Unterabteilung „Finanzielle Grundsatzfragen der Europapolitik“ und seit August 2005 Leiter der Europaabteilung des BMF. Nach Amtsantritt von Bundeskanzlerin Angela Merkel im Herbst 2005 war er kurzzeitig als deren wirtschaftspolitischer Berater und Leiter der wirtschaftspolitischen Abteilung im Bundeskanzleramt im Gespräch. Dies wurde durch Intervention des Bundeswirtschaftsministeriums vereitelt und schließlich wurde der Posten nach langer Verzögerung mit dem Ökonomen Jens Weidmann von der Deutschen Bundesbank besetzt.
Durch Beschluss des Rates der Europäischen Union (ECOFIN-Rat) wurde er ab 1. September 2008 auf das Amt des Generaldirektors für „Wirtschaft und Soziales“ im Generalsekretariat des Rates berufen. Auf dem Posten unterstützte er die Koordination der Institutionen im Gang der EU-Gesetzgebung, hatte aber keinen Einfluss auf die politische Agenda im Rat, spielte aber – vor allem in der Eurokrise – als Koordinator der Mitgliedstaaten und „Assistent“ der jeweiligen Vorsitzenden des Rats der EU-Finanzminister (Ecofin) und der Eurogruppe, eine wichtige Rolle. Von 2012 bis 2021 war er anschließend Generaldirektor für „Wirtschaft und Wettbewerbsfähigkeit“.
Ende 2021 trat Pillath in den regulären Ruhestand, wurde aber im Januar 2022 auf Vorschlag von Bundesminister Christian Lindner Nachfolger von Jörg Kukies als Staatssekretär für Europa, Internationales und Finanzmarktpolitik im Bundesministerium der Finanzen. Am 1. April 2023 kehrte Pillath in den Ruhestand zurück. Auf ihn folgte Heiko Thoms. 
Pillath gilt als parteipolitisch ungebunden. Er steht für ein intergouvernementales Verständnis der Integration in der EU.